# Holcomycteronus
Holcomycteronus is een geslacht van straalvinnige vissen uit de familie van naaldvissen (Ophidiidae). Het geslacht is voor het eerst wetenschappelijk beschreven in 1899 door Garman.

## Soorten
- Holcomycteronus aequatoris (Smith & Radcliffe, 1913).
- Holcomycteronus brucei (Dollo, 1906).
- Holcomycteronus digittatus Garman, 1899.
- Holcomycteronus profundissimus (Roule, 1913).
- Holcomycteronus pterotus (Alcock, 1890).
- Holcomycteronus squamosus (Roule, 1916).